# Sieciechowice (Tarnów)
Pour l’article homonyme, voir Sieciechowice (Cracovie).
Sieciechowice est une localité polonaise de la gmina de Wierzchosławice, située dans le powiat de Tarnów en voïvodie de Petite-Pologne.